# Nederlandse Spoorwegen

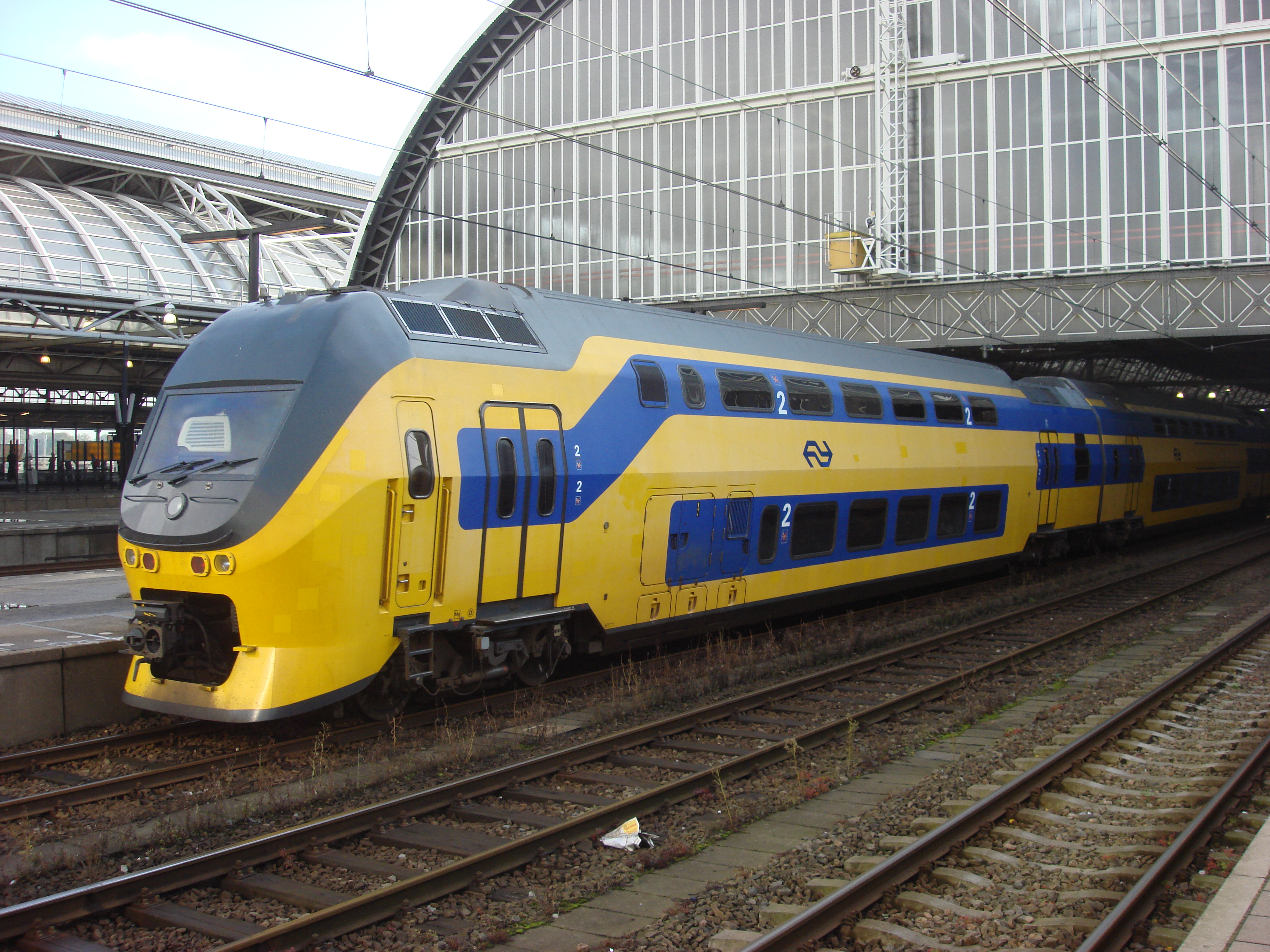
Ett NS-tåg typ VIRM (Verlengd InterRegio Materieel) av de vanligaste sorten, här vid Amsterdam Centraal.

Nederlandse Spoorwegen (NS) är det största statliga järnvägsbolaget med persontågstrafik i Nederländerna. De använder järnvägsspår och annan infrastruktur som hålls av ProRail, som förr var en del av NS.

## Biljetter
Sedan 2014 är det mest använda biljettsystemet kort med trådlöst avläsbara chip, som kallas OV-chipkaart. Passagerare laddar månadskort eller pengar på dem. De som inte har månadskort på den sträcka de vill resa checkar in på stationen före ombordstigning och checkar ut efter avstigning. Detta system används också på mindre järnvägar med privata entreprenörer och på bussar. Det finns också engångskort med chip för en specifik sträcka som säljs i automater.